# U-257
| U-257                                                                                    | U-257 | U-257 |
| ---------------------------------------------------------------------------------------- | --- | --- |
|                                                                                          | | |
|                                                                                          | | |
|                                                                                          | | |
| Під прапором                                                                             | Третій Рейх | Третій Рейх |
| Спуск на воду                                                                            | 19 листопада 1941 року | 19 листопада 1941 року |
| Виведений зі складу флоту                                                                | 24 лютого 1944 року | 24 лютого 1944 року |
| Сучасний статус                                                                          | 24 лютого 1944 року потоплений у Північній Атлантиці глибинними бомбами британського фрегата «Нене» та канадського «Васкасу» | 24 лютого 1944 року потоплений у Північній Атлантиці глибинними бомбами британського фрегата «Нене» та канадського «Васкасу» |
| Бойовий досвід                                                                           | Друга світова війна Битва за Атлантику                                                                                       | Друга світова війна Битва за Атлантику                                                                                       |
| Проєкт                                                                                   | | |
| Тип ПЧ                                                                                   | середній торпедний ДПЧ | середній торпедний ДПЧ |
| Вартість                                                                                 | 4 714 000 ℛℳ | 4 714 000 ℛℳ |
| Основні характеристики                                                                   | | |
| Швидкість (надводна)                                                                     | 17,9 вузла | 17,9 вузла |
| Швидкість (підводна)                                                                     | 8 вузлів | 8 вузлів |
| Робоча глибина занурення                                                                 | 100 м | 100 м |
| Гранична глибина занурення                                                               | 220 м | 220 м |
| Автономність плавання                                                                    | 135—174 км на швидкості 4 вузли (в підводному положенні) 11 470 км на швидкості 10 вузлів (у надводному положенні)           | 135—174 км на швидкості 4 вузли (в підводному положенні) 11 470 км на швидкості 10 вузлів (у надводному положенні)           |
| Екіпаж                                                                                   | 44—60 осіб | 44—60 осіб |
| Розміри                                                                                  | | |
| Довжина найбільша (по КВЛ)                                                               | 67,1 м | 67,1 м |
| Ширина корпусу найб.                                                                     | 6,2 м | 6,2 м |
| Висота                                                                                   | 9,6 м | 9,6 м |
| Середня осадка (по КВЛ)                                                                  | 4,74 м | 4,74 м |
| Водотоннажність надводна                                                                 | 769 т | 769 т |
| Силова установка                                                                         | | |
| дизель-електрична; 2 дизельних двигуни MAN M 6 V 40/46, 2 електродвигуни BBC GG UB 720/8 | | |
| Гвинти                                                                                   | 2 | 2 |
| Потужність                                                                               | 2 × 2100—2310 к.с. (дизелі) 2 × 750 к.с. (електродвигуни)                                                                    | 2 × 2100—2310 к.с. (дизелі) 2 × 750 к.с. (електродвигуни)                                                                    |
| Озброєння                                                                                | | |
| Артилерія                                                                                | 1 × 88-мм палубна гармата SK C/35                                                                                            | 1 × 88-мм палубна гармата SK C/35                                                                                            |
| Торпедно- мінне озброєння                                                                | 4 носових і один кормовий ТА 14 торпед або 26 мін TMA                                                                        | 4 носових і один кормовий ТА 14 торпед або 26 мін TMA                                                                        |
| ППО                                                                                      | 1 × 37-мм зенітна гармата Flak M42 2 × 20-мм зенітні гармати FlaK 30                                                         | 1 × 37-мм зенітна гармата Flak M42 2 × 20-мм зенітні гармати FlaK 30                                                         |

U-257 — німецький підводний човен типу VIIC, часів  Другої світової війни.
Замовлення на будівництво човна було віддане 23 грудня 1939 року. Човен був закладений на верфі суднобудівної компанії «Bremer Vulkan-Vegesacker Werft» у місті Бремен-Вегесак 22 лютого 1941 року під заводським номером 22, спущений на воду 19 листопада 1941 року, 14 січня 1942 року увійшов до складу 5-ї флотилії. Також під час служби входив до складу 3-ї флотилії. Єдиним командиром човна був капітан-лейтенант Гайнц Раге.
Човен зробив 6 бойових походів, в яких не потопив та не пошкодив жодного судна.
24 лютого 1944 року потоплений у Північній Атлантиці північніше Азорських островів (47°19′ пн. ш. 26°00′ зх. д. / 47.317° пн. ш. 26.000° зх. д.) глибинними бомбами британського фрегата «Нене» та канадського «Васкасу». 30 членів екіпажу загинули, 19 врятовані.